# Bob Azzam

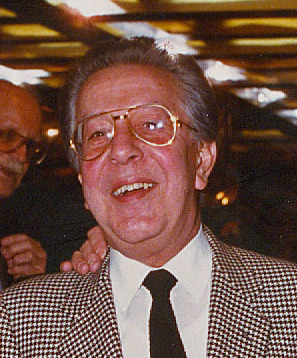
Bob Azzam (1988)

Bob Azzam (* 24. Oktober 1925 in Alexandria oder Kairo als Wadie George Azzam; † 24. Juli 2004 in Monaco) war ein ägyptischer Sänger, Bandleader und Komponist libanesischer Abstammung der besonders in Frankreich populär war. Mit dem, von Eddie Barclay produzierten, Titel Mustapha gelang Azzam 1960 ein internationaler Hit.

## Leben
Azzam wuchs in Zamalek auf. Während seiner Zeit in der Royal Navy lernte Azzam den Beruf des Elektroinstallateur und machte sich nach dem Zweiten Weltkrieg selbständig. Azzam beherrschte fünf Sprachen. Nachdem er ohne Gewinn die Klimaanlagen und automatischen Türen im Palast des damaligen Premierminister und späteren König Saudi-Arabiens Faisal ibn Abd al-Aziz installiert hatte, wandte sich Azzam der Musik zu.
Mit Du Sollst Meine Liebe Sein (Till), Auf Dem Weg Nach Marrakesch (Fais Moi Le Couscous, Chéri) und Wir tanzen Bostella (La Bostella) nahm Azzam auch deutschsprachige Versionen seiner Titel auf. Der Sänger Leo Leandros erreichte mit seiner deutschsprachigen Coverversion des Azzam-Titels Mustafa Platz 2 der deutschen Charts. Bill Ramsey und Vico Torriani erreichten mit ihren deutschsprachige Versionen von C’est ecrit dans le ciel als Café Oriental 1961 zeitversetzt jeweils Platz 8 der Hitparade.
Als der Erfolg zu sinken begann, zog Azzam nach Genf, wo er den Bob Azam-Night Club eröffnete.

## Auszeichnungen
- 1960: Grand Prix du Disque für Viens à Juan les Pins[10]

## Diskografie (Auswahl)

### Alben
- 1960: Bob Azzam et son orchestre
- 1960: Fais-moi le couscous, chéri
- 1960: Romantica
- 1962: Le marsupilami
- 1967: At the Club Opera Stockholm
- 1968: New Sounds
- 1968: Toute une époque
- 1969: Bob Azzam & The Great Expectation
- 1971: Garden Of Love
- 1971: Dance Party

### Singles und EPs
- 1958: Bob Azzam en Italie (EP)
- 1958: Viens viens dans mes bras / C’est écrit dans le ciel
- 1958: Pimpollo (EP)
- 1959: Luna caprese / Al chiar di luna
- 1960: Happy Birthday Cha Cha Cha / Till
- 1960: Mustapha / Istanbul (in einigen Ländern mit Tinterella di Luna als B-Seite erschienen)
- 1960: Fais Moi Le Couscous Cheri / Valentino
- 1960: Cuidado Con La Mano / Pimpollo
- 1960: Malatia / La Luna Cascabelera
- 1960: Du Sollst Meine Liebe Sein / Auf Dem Weg Nach Marrakesch
- 1960: Love In Portofino / Luna Caprese
- 1961: La Pachanga / Pepito
- 1961: Non Sei Mai Stata Così Bella / Amore A Palma Di Maiorca
- 1961: La Pachanga / Pepito
- 1961: Fleur Du Diable / Sabor A Mi
- 1961: 24.000 Baci / Fais-moi Le Couscous Cheri
- 1962: Ali Baba Twist / Reviens Vite Mon Amour (Lover Please)
- 1963: Je Te Garderai / Crois-Moi Ça Durera / Trop De Soleil / Mi Carinito
- 1963: Un Giorno Ti Dirò / One Finger, One Thumb
- 1963: Yeshilli Aman / Rien Ne Pourra Plus / la Puce / Sans Toi Je M’ennuie
- 1965: Wir Tanzen Bostella / Bob’s Bostella
- 1966: Rien N’Est Fini / Quand Tu Rêves / Quand L’Oubli Viendra / Week-End A Portofino
- 1967: Can’t Take My Eyes Off You / Soul Finger
- 1967: Ett Litet Cigarrettpaket / Mr Lovin’ Luggage Man
- 1970: Sommar Vill Vi Ha / Tears Go By
- 1971: Garden Of Love / Let’s Celebrate